# Anna (Illinois)
Anna é uma cidade localizada no estado americano de Illinois, no Condado de Union.

## Demografia
Segundo o censo americano de 2000, a sua população era de 5136 habitantes. 
Em 2006, foi estimada uma população de 5068, um decréscimo de 68 (-1.3%).

## Geografia
De acordo com o United States Census Bureau tem uma área de 
8,8 km², dos quais 8,8 km² cobertos por terra e 0,0 km² cobertos por água. Anna localiza-se a aproximadamente 152 m acima do nível do mar.

## Localidades na vizinhança
O diagrama seguinte representa as localidades num raio de 20 km ao redor de Anna. 